# Blup Blup

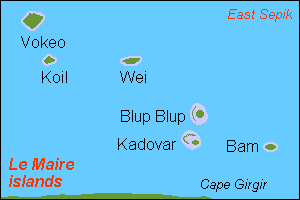
Översiktskarta över Le Maire-öarna.

Blup Blup (även Lublub, tidigare Garnot-ön) är en ö bland Le Maire-öarna som tillhör Papua Nya Guinea i västra Stilla havet.

## Geografi
Blup Blup utgör en del av East Sepik-provinsen och ligger endast cirka 30 km nordöst om Nya Guinea.
Den obebodda ön är av vulkaniskt ursprung och har en area om ca 3,5 km². Den högsta höjden är på cirka 400 meter över havet. Strax utanför kusten ca 200 meter sydväst ligger kobben "Mut Mut" där det finns en automatiserad väder- och geodesistation.

## Historia
Den förste europé att sikta Le Maire-öarna var troligen den spanska kaptenen Ortiz de Retes 1545, men detta föll i glömska och ön siktades igen år 1616 av holländarna Willem Schouten och Jacob Le Maire under deras expedition i Stilla havet.
Under den tyska kolonialtiden tillhörde området Tyska Nya Guinea.